# Cyclandelat
Cyclandelat ist ein Arzneistoff, der zur Behandlung von zerebralen und peripheren Durchblutungsstörungen verwendet wird. Das Antidementivum „hemmt im Gehirn den Einstrom von Calcium aus dem Blut in die roten Blutkörperchen (Erythrozyten), in die Blutplättchen (Thrombozyten) und in die Gefäßwandmuskulatur“. Das Medikament wirkt gefäßerweiternd (Vasodilatator), indem es direkt auf die glatte Muskulatur der Blutgefäße einwirkt und die Gefäßwand erschlaffen lässt. Weiterhin wird die Fließeigenschaft des Blutes durch eine Elastizitätszunahme der roten Blutkörperchen verbessert sowie auch eine Abnahme der Verklumpungsneigung der Blutplättchen und damit auch eine Reduzierung der Gerinnselbildung bewirkt.
Cyclandelat kann unter anderem zur Behandlung einer Demenz (Nootropikum) und zur Intervall-Therapie einer Migräne eingesetzt werden.
Es war in der Schweiz bis Mitte 2013 unter dem Handelsnamen Cyclandelat Streuli erhältlich, der Hersteller hat dann die Produktion eingestellt. In Deutschland wurde Cyclandelat bereits zum 31. Mai 2008 vom Markt genommen, weil die „fiktive Zulassung von Natil Kapseln“ erlosch und sie somit nicht mehr verkehrsfähig waren. Der seinerzeit von der deutschen Herstellerhotline genannte Grund liegt in den hohen Kosten einer Zulassungsverlängerung im Rahmen des Zulassungsverfahrens und für die geforderten klinischen Prüfungen.